# Mimount n'serwane
Tamimount n Selwan ou encore Mimount n Serwan est une chanteuse marocaine d'expression berbère, originaire de la région du Rif au nord du Maroc. Mimount n'Serwan est né à Aït Chiker près de Nador. 

## Biographie
Mimount est né en 1947 à Tlatha Iqebaren un hameau des Aït Saïd, dans la commune de Aït Chiker dans la province de Nador.  Elle est la plus petite d'une fratrie de 7 frères et sœurs et elle n'a pas connu son père, mort peu avant sa naissance. Mimount a vécu enfance très pauvre et très difficile étant orpheline, elle n'a pas pu aller à l'école, n'a pas reçu d'éducation religieuse et n'a pu apprendre l'arabe dans sa jeunesse.  
Elle commença à chanter durant la fin des années 1950 avec les femmes de son village, lorsqu'elles moissonnaient leurs champs. Lors du retour d'exil de Mohamed V en 1955 et de sa visite à Nador, un mokhzani vint dans le village de Mimount, et demanda aux petites filles, parmi lesquelles Mimount, à chanter car c'était un jour de fête au Maroc. C'est ainsi que sa passion pour le chant fut née. À partir de là, elle commença à chanter avec des Imdiazen dans différents villages de la région de Nador, lors de cérémonies, fêtes ou encore mariages. Elle rencontra néanmoins une grande opposition de son entourage pour sa passion, se produire en public étant mal considéré par la société rifaine à cette époque là.  
Devenu populaire dans la région du Rif, elle commença à enregistrer un premier album à Casablanca au début des années 70.  

## Discographie complète
Malika Baadayi     - Eloigne toi de moi Malika  
Alkaya - La mélancolie
Aswigh Aman Oudir - J'ai bu du vin    
Mami Laazizino, - Oh mon amant bien aimée
Gayi Bedaya - Mets-moi une robe
Oyar Chway Chway - Va-t-en lentement    
Thkhadent n' Waregh - Bague d'or
Thani Dayi Yaghdan - A celle qui m'a trahis     
Abrid Nettomobin - La route des voitures
Aya Moray Negh     - Oh notre marié
Ababa Yougi Day Sellem - Mon père refuse de me marier    
Allah Ya Ayouni -    
Ammi Ino - Mon fils    
Anza Yechath - La pluie tombe    
Allah Yahsan Awan - Dieu est le meilleur garant     
Ayaral Labuya - Lalla Buya     
Maalik Waragwidagh - Si seulement je ne craignais pas    
Sadjagh Iwajdid - J'ai écouté l'oiseau    
Wan Yaghdhan Alhob - A celui qui a trahis l'amour